# Gran Premio motociclistico di Catalogna 2024
Il Gran Premio motociclistico di Catalogna 2024 è stata la sesta prova del motomondiale del 2024. Le vittorie nelle quattro classi sono andate a: Aleix Espargaró nella Sprint e Francesco Bagnaia nella gara della MotoGP, Ai Ogura in Moto2, David Alonso in Moto3, Óscar Gutiérrez e Kevin Zannoni nelle due gare della MotoE.
Nella giornata di giovedì, precedente al weekend, si è tenuta una conferenza stampa speciale da parte di Aleix Espargaró nella quale ha annunciato il ritiro al termine della stagione.

## Prove e Qualifiche

### MotoE
Nelle due sessioni di prove libere, Nicholas Spinelli è il pilota più veloce in pista nella combinata in 1'48"190.
In qualifica, la Pole Position va per la seconda volta in tre appuntamento ad Eric Granado, in 1'48"215; ecco i risultati dei primi cinque classificati:
| Pos | Nº | Pilota             | Team           | Tempo    |
| --- | -- | ------------------ | -------------- | -------- |
| 1   | 51 | Eric Granado       | LCR E-Team     | 1'48.215 |
| 2   | 40 | Mattia Casadei     | LCR E-Team     | 1'48.247 |
| 3   | 61 | Alessandro Zaccone | Tech3 E-Racing | 1'48.247 |
| 4   | 29 | Nicholas Spinelli  | Tech3 E-Racing | 1'48.413 |
| 5   | 61 | Oscar Gutiérrez    | Axxis - MSi    | 1'48.525 |

### Moto3
Nella sessione di prove libere, David Alonso è il più veloce in pista in 1'46"838. Il colombiano si conferma poi anche il più veloce nelle due sessioni di Pre-qualifiche con il miglior tempo fatto in 1'46"111.
In qualifica, la Pole Position, va per la prima volta in carriera, ad Iván Ortolá con MT Helmets - MSi in 1'46"749; ecco i risultati dei primi cinque classificati:
| Pos | Nº | Pilota             | Team                           | Tempo    |
| --- | -- | ------------------ | ------------------------------ | -------- |
| 1   | 48 | Iván Ortolá        | MT Helmets - MSi               | 1'46.749 |
| 2   | 95 | Collin Veijer      | Liqui Moly Husqvarna Intact GP | 1'46.768 |
| 3   | 99 | José Antonio Rueda | Red Bull KTM Ajo               | 1'47.011 |
| 4   | 72 | Taiyo Furusato     | Honda Team Asia                | 1'47.137 |
| 5   | 6  | Ryusei Yamanaka    | MT Helmets - MSi               | 1'47.178 |

### Moto2
In Moto2 la sessione di prove libere si conclude con Manuel González come pilota più veloce in pista, siglando un 1'42"680. Nelle due sessioni di Pre-qualifiche, Sergio García fa segnare il miglior tempo in 1'41"917.
In qualifica, Sergio García si conferma il più veloce andando a prendersi la Pole, la prima in Moto2 per lui;  ecco i risultati dei primi cinque classificati:
| Pos | Nº | Pilota           | Team                  | Tempo    |
| --- | -- | ---------------- | --------------------- | -------- |
| 1   | 3  | Sergio García    | MT Helmets - MSi      | 1'41.894 |
| 2   | 54 | Fermín Aldeguer  | MB Conveyors SpeedUp  | 1'42.134 |
| 3   | 13 | Celestino Vietti | Red Bull KTM Ajo      | 1'42.182 |
| 4   | 44 | Arón Canet       | Fantic Racing         | 1'42.193 |
| 5   | 75 | Albert Arenas    | QJMotor Gresini Moto2 | 1'42.309 |

### MotoGP
In questo weekend di gara è presente grazie a una wildcard il collaudatore Stefan Bradl su Honda.
Nella prima sessione di prove libere il miglior tempo è fatto segnare da Jorge Martín in 1'39"579. Nella sessione di Pre-Qualifica del venerdì pomeriggio, il miglior tempo è di Aleix Espargaró in 1'38"562. Il pilota numero 41 si conferma il più veloce anche nella seconda sessione di prove libere.
Nel Q1 riescono a passare il turno Fabio Di Giannantonio e Raúl Fernández. Nella Q2, all'ultimo Aleix Espargaró beffa Francesco Bagnaia prendendosi la Pole Position, mentre è terzo uno splendido Raúl Fernández al quale è stato ridato il miglior tempo, cancellato durante la sessione. Di seguito i risultati delle qualifiche:
| Pos. | Nº | Pilota                | Team                         | Tempo     | Tempo    |
| Pos. | Nº | Pilota                | Team                         | Q1        | Q2       |
| ---- | -- | --------------------- | ---------------------------- | --------- | -------- |
| 1    | 41 | Aleix Espargaró       | Aprilia Racing               | Già in Q2 | 1'38.190 |
| 2    | 1  | Francesco Bagnaia     | Ducati Lenovo Team           | Già in Q2 | 1'38.221 |
| 3    | 25 | Raúl Fernández        | Trackhouse Racing            | 1'38.453  | 1'38.261 |
| 4    | 33 | Brad Binder           | Red Bull KTM Factory Racing  | Già in Q2 | 1'38.334 |
| 5    | 31 | Pedro Acosta          | Red Bull GASGAS Tech3        | Già in Q2 | 1'38.369 |
| 6    | 49 | Fabio Di Giannantonio | Pertamina Enduro VR46 Racing | 1'38.208  | 1'38.400 |
| 7    | 89 | Jorge Martín          | Prima Pramac Racing          | Già in Q2 | 1'38.401 |
| 8    | 42 | Álex Rins             | Monster Energy Yamaha        | Già in Q2 | 1'38.692 |
| 9    | 43 | Jack Miller           | Red Bull KTM Factory Racing  | Già in Q2 | 1'38.763 |
| 10   | 21 | Franco Morbidelli     | Prima Pramac Racing          | Già in Q2 | 1'38.778 |
| 11   | 23 | Enea Bastianini       | Ducati Lenovo Team           | Già in Q2 | 1'38.860 |
| 12   | 12 | Maverick Viñales      | Aprilia Racing               | Già in Q2 | 1'38.972 |
| 13   | 73 | Álex Márquez          | Gresini Racing               | 1'38.530  |          |
| 14   | 93 | Marc Márquez          | Gresini Racing               | 1'38.536  |          |
| 15   | 88 | Miguel Oliveira       | Trackhouse Racing            | 1'38.551  |          |
| 16   | 72 | Marco Bezzecchi       | Pertamina Enduro VR46 Racing | 1'38.662  |          |
| 17   | 20 | Fabio Quartararo      | Monster Energy Yamaha        | 1'38.705  |          |
| 18   | 5  | Johann Zarco          | Castrol Honda LCR            | 1'39.978  |          |
| 19   | 37 | Augusto Fernández     | Red Bull GASGAS Tech3        | 1'39.120  |          |
| 20   | 30 | Takaaki Nakagami      | Idemitsu Honda LCR           | 1'39.156  |          |
| 21   | 36 | Joan Mir              | Repsol Honda                 | 1'39.524  |          |
| 22   | 10 | Luca Marini           | Repsol Honda                 | 1'39.621  |          |
| 23   | 6  | Stefan Bradl          | HRC Test Team                | 1'40.276  |          |

## Gare

### MotoGP

#### Sprint
Aleix Espargaró vince la gara Sprint del sabato, grazie anche alla caduta di Francesco Bagnaia nel corso dell'ultimo giro mentre era in testa alla gara. Seconda posizione per Marc Márquez e terza posizione per l'appena ventenne Pedro Acosta. Quarto posto per Jorge Martín davanti ad Enea Bastianini. In sesta posizione troviamo Fabio Di Giannantonio seguito dal trio composto da Jack Miller, Maverick Viñales e Marco Bezzecchi che chiude la zona punti. Di seguito i risultati della gara Sprint:

##### Arrivati al traguardo
| Pos. | Nº | Pilota                | Squadra                      | Motocicletta       | Giri | Tempo     | Griglia | Punti |
| ---- | -- | --------------------- | ---------------------------- | ------------------ | ---- | --------- | ------- | ----- |
| 1º   | 41 | Aleix Espargaró       | Aprilia Racing               | Aprilia RS-GP      | 12   | 20'01.478 | 1º      | 12    |
| 2º   | 93 | Marc Márquez          | Gresini Racing               | Ducati Desmosedici | 12   | +0.892    | 14º     | 9     |
| 3º   | 31 | Pedro Acosta          | Red Bull GASGAS Tech3        | KTM RC16           | 12   | +1.169    | 5º      | 7     |
| 4º   | 89 | Jorge Martín          | Prima Pramac Racing          | Ducati Desmosedici | 12   | +2.147    | 7º      | 6     |
| 5º   | 23 | Enea Bastianini       | Ducati Lenovo Team           | Ducati Desmosedici | 12   | +2.980    | 11º     | 5     |
| 6º   | 49 | Fabio Di Giannantonio | Pertamina Enduro VR46 Racing | Ducati Desmosedici | 12   | +4.623    | 6º      | 4     |
| 7º   | 43 | Jack Miller           | Red Bull KTM Factory Racing  | KTM RC16           | 12   | +8.084    | 9º      | 3     |
| 8º   | 12 | Maverick Viñales      | Aprilia Racing               | Aprilia RS-GP      | 12   | +8.245    | 12º     | 2     |
| 9º   | 72 | Marco Bezzecchi       | Pertamina Enduro VR46 Racing | Ducati Desmosedici | 12   | +8.643    | 16º     | 1     |
| 10º  | 20 | Fabio Quartararo      | Monster Energy Yamaha        | Yamaha YZR-M1      | 12   | +9.241    | 17º     |       |
| 11º  | 21 | Franco Morbidelli     | Prima Pramac Racing          | Ducati Desmosedici | 12   | +9.537    | 10º     |       |
| 12º  | 42 | Álex Rins             | Monster Energy Yamaha        | Yamaha YZR-M1      | 12   | +13.045   | 8º      |       |
| 13º  | 30 | Takaaki Nakagami      | LCR Honda Idemitsu           | Honda RC213V       | 12   | +13.199   | 20º     |       |
| 14º  | 73 | Álex Márquez          | Gresini Racing               | Ducati Desmosedici | 12   | +13.378   | 13º     |       |
| 15º  | 36 | Joan Mir              | Repsol Honda                 | Honda RC213V       | 12   | +16.438   | 21º     |       |
| 16º  | 10 | Luca Marini           | Repsol Honda                 | Honda RC213V       | 12   | +18.000   | 22º     |       |
| 17°  | 37 | Augusto Fernández     | Red Bull GASGAS Tech3        | KTM RC16           | 12   | +25.262   | 19°     |       |
| 18°  | 6  | Stefan Bradl          | HRC Test Team                | Honda RC213V       | 12   | +33.751   | 23°     |       |

##### Ritirati
| Nº | Pilota            | Squadra                     | Motocicletta       | Giri | Griglia |
| -- | ----------------- | --------------------------- | ------------------ | ---- | ------- |
| 1  | Francesco Bagnaia | Ducati Lenovo Team          | Ducati Desmosedici | 11   | 2º      |
| 88 | Miguel Oliveira   | Trackhouse Racing           | Aprilia RS-GP      | 9    | 15º     |
| 5  | Johann Zarco      | Castrol Honda LCR           | Honda RC213V       | 7    | 18º     |
| 33 | Brad Binder       | Red Bull KTM Factory Racing | KTM RC16           | 6    | 4º      |
| 25 | Raúl Fernández    | Trackhouse Racing           | Aprilia RS-GP      | 4    | 3º      |

#### Gara
Terza vittoria della stagione per Francesco Bagnaia che chiude davanti al rivale Jorge Martín, sorpassandolo proprio nella curva dove al sabato era caduto, mentre chiude terzo Marc Márquez, al terzo podio consecutivo, poco davanti ad Aleix Espargaró. Prima top cinque stagionale per Fabio Di Giannantonio davanti a Raúl Fernández ed Álex Márquez. Ottavo posto per la migliore delle KTM con Brad Binder davanti alla miglior Yamaha con Fabio Quartararo e a Miguel Oliveira, decimo. Undicesimo Marco Bezzecchi seguito da Maverick Viñales mentre chiude in tredicesima posizione Pedro Acosta, dopo essere caduto. Chiudono la zona punti le due migliori Honda di Takaaki Nakagami e Johann Zarco. Di seguito i risultati della gara:

##### Arrivati al traguardo
| Pos. | Nº | Pilota                | Squadra                      | Motocicletta       | Giri | Tempo     | Griglia | Punti |
| ---- | -- | --------------------- | ---------------------------- | ------------------ | ---- | --------- | ------- | ----- |
| 1º   | 1  | Francesco Bagnaia     | Ducati Lenovo                | Ducati Desmosedici | 24   | 40'11"726 | 2º      | 25    |
| 2º   | 89 | Jorge Martín          | Prima Pramac Racing          | Ducati Desmosedici | 24   | +1.740    | 7º      | 20    |
| 3º   | 93 | Marc Márquez          | Gresini Racing               | Ducati Desmosedici | 24   | +10.491   | 14º     | 16    |
| 4º   | 41 | Aleix Espargaró       | Aprilia Racing               | Aprilia RS-GP      | 24   | +10.543   | 1º      | 13    |
| 5º   | 49 | Fabio Di Giannantonio | Pertamina Enduro VR46 Racing | Ducati Desmosedici | 24   | +15.441   | 6º      | 11    |
| 6º   | 25 | Raúl Fernández        | Trackhouse Racing            | Aprilia RS-GP      | 24   | +15.916   | 3º      | 10    |
| 7º   | 73 | Álex Márquez          | Gresini Racing               | Ducati Desmosedici | 24   | +16.882   | 13º     | 9     |
| 8º   | 33 | Brad Binder           | Red Bull KTM Factory Racing  | KTM RC16           | 24   | +18.578   | 4º      | 8     |
| 9º   | 20 | Fabio Quartararo      | Monster Energy Yamaha        | Yamaha YZR-M1      | 24   | +20.477   | 17º     | 7     |
| 10º  | 88 | Miguel Oliveira       | Trackhouse Racing            | Aprilia RS-GP      | 24   | +20.889   | 15º     | 6     |
| 11º  | 72 | Marco Bezzecchi       | Pertamina Enduro VR46 Racing | Ducati Desmosedici | 24   | +21.023   | 16º     | 5     |
| 12º  | 12 | Maverick Viñales      | Aprilia Racing               | Aprilia RS-GP      | 24   | +22.137   | 12º     | 4     |
| 13º  | 31 | Pedro Acosta          | Red Bull GASGAS Tech3        | KTM RC16           | 24   | +31.967   | 5º      | 3     |
| 14º  | 30 | Takaaki Nakagami      | Idemitsu Honda LCR           | Honda RC213V       | 24   | +32.987   | 20º     | 2     |
| 15º  | 5  | Johann Zarco          | Castrol Honda LCR            | Honda RC213V       | 24   | +35.042   | 18º     | 1     |
| 16º  | 36 | Joan Mir              | Repsol Honda                 | Honda RC213V       | 24   | +35.107   | 21º     |       |
| 17º  | 10 | Luca Marini           | Repsol Honda                 | Honda RC213V       | 24   | +36.694   | 22º     |       |
| 18º  | 23 | Enea Bastianini       | Ducati Lenovo                | Ducati Desmosedici | 24   | +50.615   | 11º     |       |
| 19º  | 6  | Stefan Bradl          | HRC Test Team                | Honda RC213V       | 24   | +55.295   | 23º     |       |
| 20º  | 42 | Álex Rins             | Monster Energy Yamaha        | Yamaha YZR-M1      | 24   | +63.428   | 8º      |       |

##### Ritirati
| Nº | Pilota            | Squadra                     | Motocicletta       | Giri | Griglia |
| -- | ----------------- | --------------------------- | ------------------ | ---- | ------- |
| 21 | Franco Morbidelli | Prima Pramac Racing         | Ducati Desmosedici | 17   | 10º     |
| 37 | Augusto Fernández | Red Bull GASGAS Tech3       | KTM RC16           | 5    | 19º     |
| 43 | Jack Miller       | Red Bull KTM Factory Racing | KTM RC16           | 2    | 9º      |

### Moto2
Dopo circa un anno e mezzo, torna alla vittoria Ai Ogura davanti al compagno Sergio García che completa la seconda doppietta consecutiva per MT Helmets - MSi. Completa il podio Jake Dixon che conquista anche i primi punti stagionali, dopo un inizio difficile. Quarta posto per Jeremy Alcoba seguito da Senna Agius, al miglior risultato nel Motomondiale, ed Albert Arenas sesto. Settima posizione per Alonso López seguito da Joe Roberts e Tony Arbolino, nono dopo essere stato penalizzato di una posizione. Primi punti stagionali per Jorge Navarro e la Forward, decimi. Undicesimo Zonta van den Goorbergh, penalizzato di tre secondi, davanti a Filip Salač, Jaume Masiá ai primi punti in Moto2, Darryn Binder e chiude la zona punti Mario Aji, anche lui ai primi punti. Squalificato dopo la gara Marcos Ramírez che aveva concluso in settima posizione. Di seguito i risultati della gara:

#### Arrivati al traguardo
| Pos | Nº | Pilota                  | Squadra                         | Motocicletta | Giri | Tempo     | Griglia | Punti |
| --- | -- | ----------------------- | ------------------------------- | ------------ | ---- | --------- | ------- | ----- |
| 1°  | 79 | Ai Ogura                | MT Helmets - MSi                | Boscoscuro   | 21   | 36'33"540 | 10º     | 25    |
| 2°  | 3  | Sergio García           | MT Helmets - MSi                | Boscoscuro   | 21   | +3.816    | 1º      | 20    |
| 3°  | 96 | Jake Dixon              | CFMoto Inde Aspar Team          | Kalex        | 21   | +9.186    | 11º     | 16    |
| 4°  | 52 | Jeremy Alcoba           | Yamaha VR46 Master Camp Team    | Kalex        | 21   | +12.241   | 22º     | 13    |
| 5°  | 81 | Senna Agius             | Liqui Moly Husqvarna Intact GP  | Kalex        | 21   | +12.593   | 12º     | 11    |
| 6°  | 75 | Albert Arenas           | QJMotor Gresini Moto2           | Kalex        | 21   | +13.666   | 5º      | 10    |
| 7°  | 21 | Alonso López            | MB Conveyors Speed Up           | Boscoscuro   | 21   | +17.676   | 7º      | 9     |
| 8°  | 16 | Joe Roberts             | OnlyFans American Racing Team   | Kalex        | 21   | +20.790   | 8º      | 8     |
| 9°  | 14 | Tony Arbolino           | Elf Marc VDS Racing Team        | Kalex        | 21   | +18.885   | 14º     | 7     |
| 10° | 9  | Jorge Navarro           | Klint Forward Factory Team      | Forward      | 21   | +21.249   | 21º     | 6     |
| 11° | 84 | Zonta van den Goorbergh | RW-Idrofoglia Racing GP         | Kalex        | 21   | +22.435   | 15º     | 5     |
| 12° | 12 | Filip Salač             | Elf Marc VDS Racing Team        | Kalex        | 21   | +23.073   | 17º     | 4     |
| 13° | 5  | Jaume Masiá             | Pertamina Mandalika GAS UP Team | Kalex        | 21   | +24.540   | 28º     | 3     |
| 14° | 15 | Darryn Binder           | Liqui Moly Husqvarna Intact GP  | Kalex        | 21   | +24.747   | 18º     | 2     |
| 15° | 34 | Mario Suryo Aji         | Idemitsu Honda Team Asia        | Kalex        | 21   | +24.826   | 27º     | 1     |
| 16° | 20 | Xavier Cardelús         | Fantic Racing                   | Kalex        | 21   | +27.908   | 29º     |       |
| 17° | 19 | Mattia Pasini           | Team Ciatti Boscoscuro          | Boscoscuro   | 21   | +30.424   | 20º     |       |
| 18° | 11 | Álex Escrig             | Klint Forward Factory Team      | Forward      | 21   | +38.261   | 31º     |       |
| 19° | 53 | Deniz Öncü              | Red Bull KTM Ajo                | Kalex        | 21   | +38.590   | 26º     |       |
| 20° | 43 | Xavier Artigas          | Klint Forward Factory Team      | Forward      | 21   | +39.214   | 32º     |       |
| 21° | 7  | Barry Baltus            | RW-Idrofoglia Racing GP         | Kalex        | 21   | +50.605   | 30º     |       |
| 22° | 18 | Manuel González         | QJMotor Gresini Moto2           | Kalex        | 19   | +2 giri   | 9º      |       |

#### Ritirati
| Nº | Pilota           | Squadra                         | Motocicletta | Giri | Griglia |
| -- | ---------------- | ------------------------------- | ------------ | ---- | ------- |
| 13 | Celestino Vietti | Red Bull KTM Ajo                | Kalex        | 15   | 3º      |
| 54 | Fermín Aldeguer  | MB Conveyors Speed Up           | Boscoscuro   | 14   | 2º      |
| 44 | Arón Canet       | Fantic Racing                   | Kalex        | 14   | 4º      |
| 17 | Daniel Muñoz     | Pertamina Mandalika GAS UP Team | Kalex        | 13   | 6º      |
| 71 | Dennis Foggia    | Italtrans Racing Team           | Kalex        | 13   | 23º     |
| 10 | Diogo Moreira    | Italtrans Racing Team           | Kalex        | 1    | 24º     |
| 28 | Izan Guevara     | CFMoto Inde Aspar Team          | Kalex        | 0    | 13º     |
| 35 | Somkiat Chantra  | Idemitsu Honda Team Asia        | Kalex        | 0    | 16º     |
| 22 | Ayumu Sasaki     | Yamaha VR46 Master Camp Team    | Kalex        | 0    | 25º     |

#### Squalificati
| Nº | Pilota         | Squadra                       | Motocicletta | Griglia |
| -- | -------------- | ----------------------------- | ------------ | ------- |
| 24 | Marcos Ramírez | OnlyFans American Racing Team | Kalex        | 19º     |

### Moto3
Seconda vittoria consecutiva, la quarta stagionale in sei gare, per David Alonso davanti ad Iván Ortolá e a José Antonio Rueda. Giù dal podio per millesimi Collin Veijer, quarto, seguito da David Muñoz, poi sesto Daniel Holgado davanti a Luca Lunetta, migliore degli italiani in settima posizione. Ottava posizione per Jacob Roulstone davanti a Filippo Farioli ed Adrián Fernández, decimo. Chiude undicesimo Ryusei Yamanaka portandosi dietro Ángel Piqueras, Stefano Nepa e Joel Esteban mentre chiude la zona punti Tatsuki Suzuki. Di seguito i risultati della gara:

#### Arrivati al traguardo
| Pos | Nº | Pilota               | Squadra                        | Motocicletta  | Giri | Tempo     | Griglia | Punti |
| --- | -- | -------------------- | ------------------------------ | ------------- | ---- | --------- | ------- | ----- |
| 1°  | 80 | David Alonso         | CFMoto Gaviota Aspar Team      | CFMoto        | 18   | 32'25"084 | 6º      | 25    |
| 2°  | 48 | Iván Ortolá          | MT Helmets - MSi               | KTM RC 250 GP | 18   | +0.242    | 1º      | 20    |
| 3°  | 99 | José Antonio Rueda   | Red Bull KTM Ajo               | KTM RC 250 GP | 18   | +0.513    | 3º      | 16    |
| 4°  | 95 | Collin Veijer        | Liqui Moly Husqvarna Intact GP | Husqvarna     | 18   | +0.560    | 2º      | 13    |
| 5°  | 64 | David Muñoz          | BOE Motorsports                | KTM RC 250 GP | 18   | +1.648    | 7º      | 11    |
| 6°  | 96 | Daniel Holgado       | Red Bull GASGAS Tech3          | KTM RC 250 GP | 18   | +3.390    | 9º      | 10    |
| 7°  | 58 | Luca Lunetta         | SIC58 Squadra Corse            | Honda NSF250R | 18   | +4.791    | 10º     | 9     |
| 8°  | 12 | Jacob Roulstone      | Red Bull GASGAS Tech3          | KTM RC 250 GP | 18   | +7.248    | 16º     | 8     |
| 9°  | 7  | Filippo Farioli      | SIC58 Squadra Corse            | Honda NSF250R | 18   | +7.449    | 20º     | 7     |
| 10° | 31 | Adrián Fernández     | Leopard Racing                 | Honda NSF250R | 18   | +7.485    | 8º      | 6     |
| 11° | 6  | Ryusei Yamanaka      | MT Helmets - MSi               | KTM RC 250 GP | 18   | +8.058    | 5º      | 5     |
| 12° | 36 | Ángel Piqueras       | Leopard Racing                 | Honda NSF250R | 18   | +8.104    | 13º     | 4     |
| 13° | 82 | Stefano Nepa         | LevelUp - MTA                  | KTM RC 250 GP | 18   | +8.147    | 11º     | 3     |
| 14° | 78 | Joel Esteban         | CFMoto Gaviota Aspar Team      | CFMoto        | 18   | +8.160    | 15º     | 2     |
| 15° | 24 | Tatsuki Suzuki       | Liqui Moly Husqvarna Intact GP | Husqvarna     | 18   | +20.335   | 21º     | 1     |
| 16° | 19 | Scott Ogden          | MLav Racing                    | Honda NSF250R | 18   | +21.297   | 19º     |       |
| 17° | 18 | Matteo Bertelle      | Kopron Rivacold Snipers Team   | Honda NSF250R | 18   | +21.359   | 12º     |       |
| 18° | 10 | Nicola Fabio Carraro | LevelUp - MTA                  | KTM RC 250 GP | 18   | +21.418   | 25º     |       |
| 19° | 85 | Xabi Zurutuza        | Red Bull KTM Ajo               | KTM RC 250 GP | 18   | +22.327   | 23º     |       |
| 20° | 70 | Joshua Whatley       | MLav Racing                    | Honda NSF250R | 18   | +40.533   | 26º     |       |
| 21° | 55 | Noah Dettwiler       | CIP Green Power                | KTM RC 250 GP | 18   | +40.552   | 24º     |       |
| 22° | 5  | Tatchakorn Buasri    | Honda Team Asia                | Honda NSF250R | 18   | +40.600   | 22º     |       |
| 23° | 93 | Arbi Aditama         | Honda Team Asia                | Honda NSF250R | 18   | +46.685   | 27º     |       |

#### Ritirati
| Nº | Pilota         | Squadra                      | Motocicletta  | Giri | Griglia |
| -- | -------------- | ---------------------------- | ------------- | ---- | ------- |
| 22 | David Almansa  | Kopron Rivacold Snipers Team | Honda NSF250R | 12   | 17º     |
| 72 | Taiyo Furusato | Honda Team Asia              | Honda NSF250R | 5    | 4º      |
| 66 | Joel Kelso     | BOE Motorsports              | KTM RC 250 GP | 5    | 14º     |
| 54 | Riccardo Rossi | CIP Green Power              | KTM RC 250 GP | 5    | 18º     |

### MotoE

#### Gara 1

##### Arrivati al traguardo
| Pos. | Nº | Pilota             | Squadra                       | Giri | Tempo     | Griglia | Punti |
| ---- | -- | ------------------ | ----------------------------- | ---- | --------- | ------- | ----- |
| 1º   | 99 | Óscar Gutiérrez    | Axxis - MSi                   | 7    | 12'44"802 | 5º      | 25    |
| 2º   | 51 | Eric Granado       | LCR E-Team                    | 7    | +0.131    | 1º      | 20    |
| 3º   | 21 | Kevin Zannoni      | OpenBank Aspar Team           | 7    | +0.414    | 8º      | 16    |
| 4º   | 4  | Héctor Garzó       | Dynavolt Intact GP            | 7    | +0.792    | 6º      | 13    |
| 5º   | 61 | Alessandro Zaccone | Tech3 E-Racing                | 7    | +1.602    | 3º      | 11    |
| 6º   | 40 | Mattia Casadei     | LCR E-Team                    | 7    | +2.316    | 2º      | 10    |
| 7º   | 81 | Jordi Torres       | OpenBank Aspar Team           | 7    | +2.349    | 7º      | 9     |
| 8º   | 11 | Matteo Ferrari     | Felo Gresini MotoE            | 7    | +4.115    | 9º      | 8     |
| 9º   | 77 | Miquel Pons        | Axxis - MSi                   | 7    | +6.105    | 12º     | 7     |
| 10º  | 55 | Massimo Roccoli    | Ongetta SIC58 Squadra Corse   | 7    | +8.649    | 15º     | 6     |
| 11º  | 34 | Kevin Manfredi     | Ongetta SIC58 Squadra Corse   | 7    | +8.657    | 11º     | 5     |
| 12º  | 72 | Alessio Finello    | Felo Gresini MotoE            | 7    | +8.959    | 14º     | 4     |
| 13º  | 6  | María Herrera      | Klint Forward Factory Team    | 7    | +13.545   | 16º     | 3     |
| 14°  | 80 | Armando Pontone    | Aruba Cloud MotoE Racing Team | 7    | +20.516   | 18º     | 2     |
| 15°  | 9  | Andrea Mantovani   | Klint Forward Factory Team    | 6    | +1 giro   | 13º     | 1     |

##### Ritirati
| Nº | Pilota            | Squadra                       | Giri | Griglia |
| -- | ----------------- | ----------------------------- | ---- | ------- |
| 7  | Chaz Davies       | Aruba Cloud MotoE Racing Team | 4    | 17º     |
| 3  | Lukas Tulovic     | Dynavolt Intact GP            | 2    | 10º     |
| 29 | Nicholas Spinelli | Tech3 E-Racing                | 0    | 4º      |

#### Gara 2

##### Arrivati al traguardo
| Pos. | Nº | Pilota             | Squadra                       | Giri | Tempo     | Griglia | Punti |
| ---- | -- | ------------------ | ----------------------------- | ---- | --------- | ------- | ----- |
| 1º   | 21 | Kevin Zannoni      | OpenBank Aspar Team           | 7    | 12'42"300 | 8º      | 25    |
| 2º   | 99 | Óscar Gutiérrez    | Axxis - MSi                   | 7    | +0.474    | 5º      | 20    |
| 3º   | 61 | Alessandro Zaccone | Tech3 E-Racing                | 7    | +1.176    | 3º      | 16    |
| 4º   | 81 | Jordi Torres       | OpenBank Aspar Team           | 7    | +4.157    | 7º      | 13    |
| 5º   | 4  | Héctor Garzó       | Dynavolt Intact GP            | 7    | +4.334    | 6º      | 11    |
| 6º   | 3  | Lukas Tulovic      | Dynavolt Intact GP            | 7    | +5.084    | 10º     | 10    |
| 7º   | 9  | Andrea Mantovani   | Klint Forward Factory Team    | 7    | +4.563    | 13º     | 9     |
| 8º   | 11 | Matteo Ferrari     | Felo Gresini MotoE            | 7    | +4.669    | 9º      | 8     |
| 9º   | 77 | Miquel Pons        | Axxis - MSi                   | 7    | +4.811    | 12º     | 7     |
| 10º  | 34 | Kevin Manfredi     | Ongetta SIC58 Squadra Corse   | 7    | +7.697    | 11º     | 6     |
| 11º  | 55 | Massimo Roccoli    | Ongetta SIC58 Squadra Corse   | 7    | +7.801    | 15º     | 5     |
| 12º  | 72 | Alessio Finello    | Felo Gresini MotoE            | 7    | +10.480   | 14º     | 4     |
| 13º  | 6  | María Herrera      | Klint Forward Factory Team    | 7    | +10.939   | 16º     | 3     |
| 14º  | 7  | Chaz Davies        | Aruba Cloud MotoE Racing Team | 7    | +14.215   | 17º     | 2     |
| 15º  | 80 | Armando Pontone    | Aruba Cloud MotoE Racing Team | 7    | +14.838   | 18º     | 1     |

##### Ritirati
| Nº | Pilota            | Squadra        | Giri | Griglia |
| -- | ----------------- | -------------- | ---- | ------- |
| 51 | Eric Granado      | LCR E-Team     | 4    | 1º      |
| 29 | Nicholas Spinelli | Tech3 E-Racing | 3    | 4º      |
| 40 | Mattia Casadei    | LCR E-Team     | 1    | 2º      |